# 空間ベクトル
空間ベクトル（くうかんベクトル、ドイツ語: Vektor, 英語: vector, ラテン語: vector, 「運搬者、運ぶもの」より）は、大きさと向きを持った量である。ベクタ、ベクターともいう。漢字では有向量と表記される。ベクトルで表される量をベクトル量と呼ぶ。
例えば、速度や加速度、力はベクトルである。平面上や空間内の矢印（有向線分）として幾何学的にイメージされる。ベクトルという用語はハミルトンによってスカラーなどの用語とともに導入された。スカラーはベクトルとは対比の意味を持つ。
この記事では、ユークリッド空間内の幾何ベクトル、とくに3次元のものについて扱い、部分的に一般化・抽象化された場合について言及する。本項目で特に断り無く空間と呼ぶときは、3次元実ユークリッド空間のことを指す。

## 数学的な記述

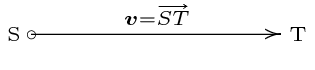
点 S を始点とし、点 T を終点とする有向線分

空間内に二つの点 S と T をとり、S から T へ向かう線分を有向線分と呼ぶ。S を始点（してん、initial point, source, しっぽ）、T を終点（しゅうてん、terminal point, target, あたま）と呼び、向きの区別のために終点 T の側の端に山を書いて線分を矢印にする。

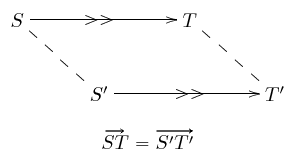
互いに同じ向きに平行な長さの等しい有向線分に対応するベクトルは互いに等しい

ある点 S に向きと大きさを持った量 v が作用しているとき、v の作用と同じ向きで、長さが v の作用の大きさに比例するように有向線分 {\displaystyle {\overrightarrow {ST}}} をとって v を
{\displaystyle \mathbf {v} ={\overrightarrow {ST}}}
と表現する。
別の点 S′ に同じように v の作用の向き、大きさにあわせて有向線分 {\displaystyle {\overrightarrow {S'T'}}} をつくるとこれらは互いに平行 {\displaystyle ({\overrightarrow {ST}}\parallel {\overrightarrow {S'T'}})} になるが、これも元の量 v を表すものとして
{\displaystyle \mathbf {v} ={\overrightarrow {S'T'}}}
と記し、同じものとみなすというのが向きと大きさを持った量というベクトルの概念の幾何学的な表現（幾何学的ベクトル）である。

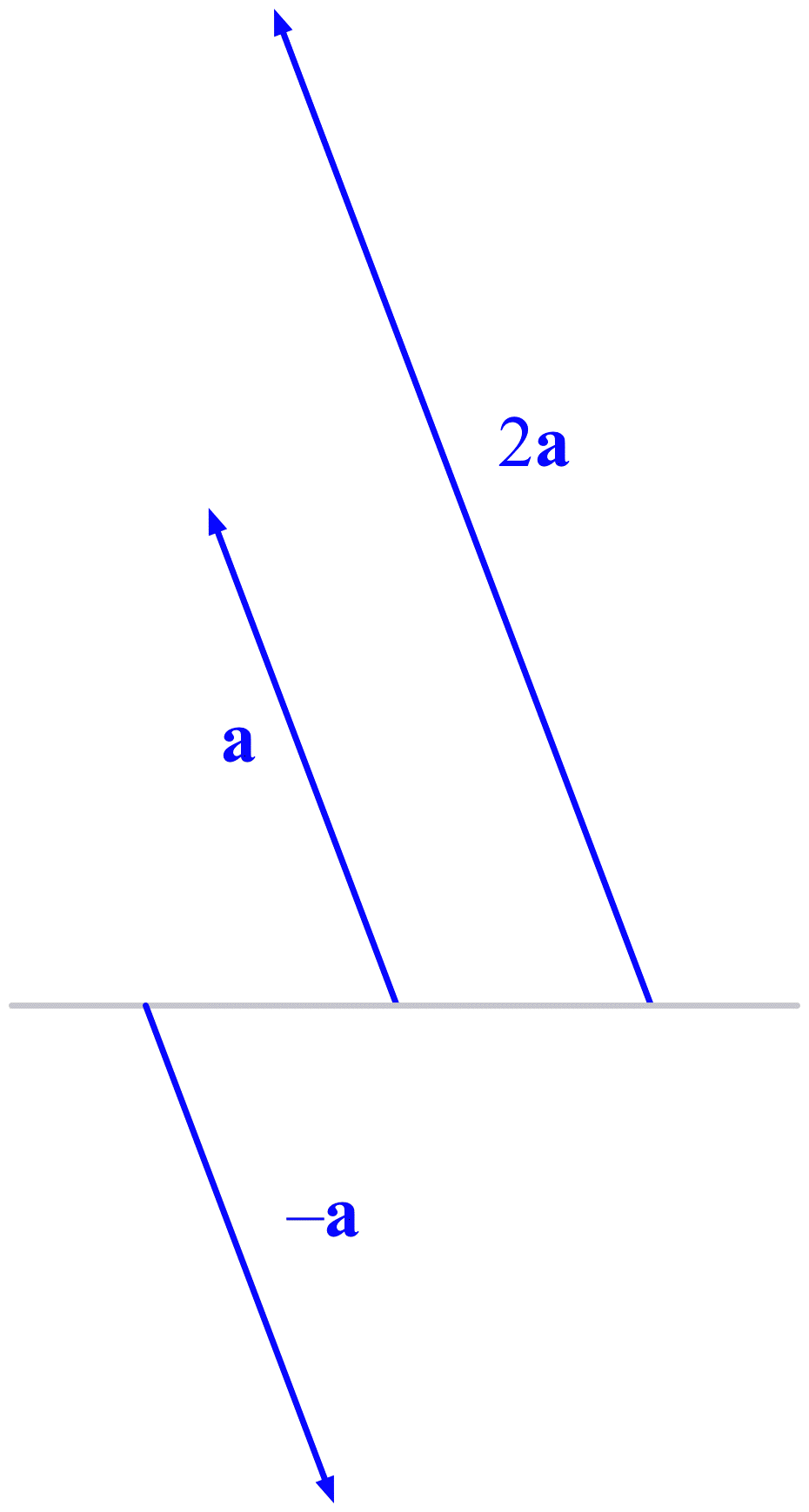
ベクトルのスカラー倍

あるベクトル a と同じ方向で大きさの比率（スカラー）が k であるようなベクトルを ka と表す。また、a と同じ大きさで逆の向きを持つベクトルは −a と表す。同様に、a と逆の向きを持ち大きさの比率が k であるようなベクトルは −ka と記す。これをベクトル a のスカラー k 倍あるいは単にスカラー倍（スカラー乗法）と呼ぶ。

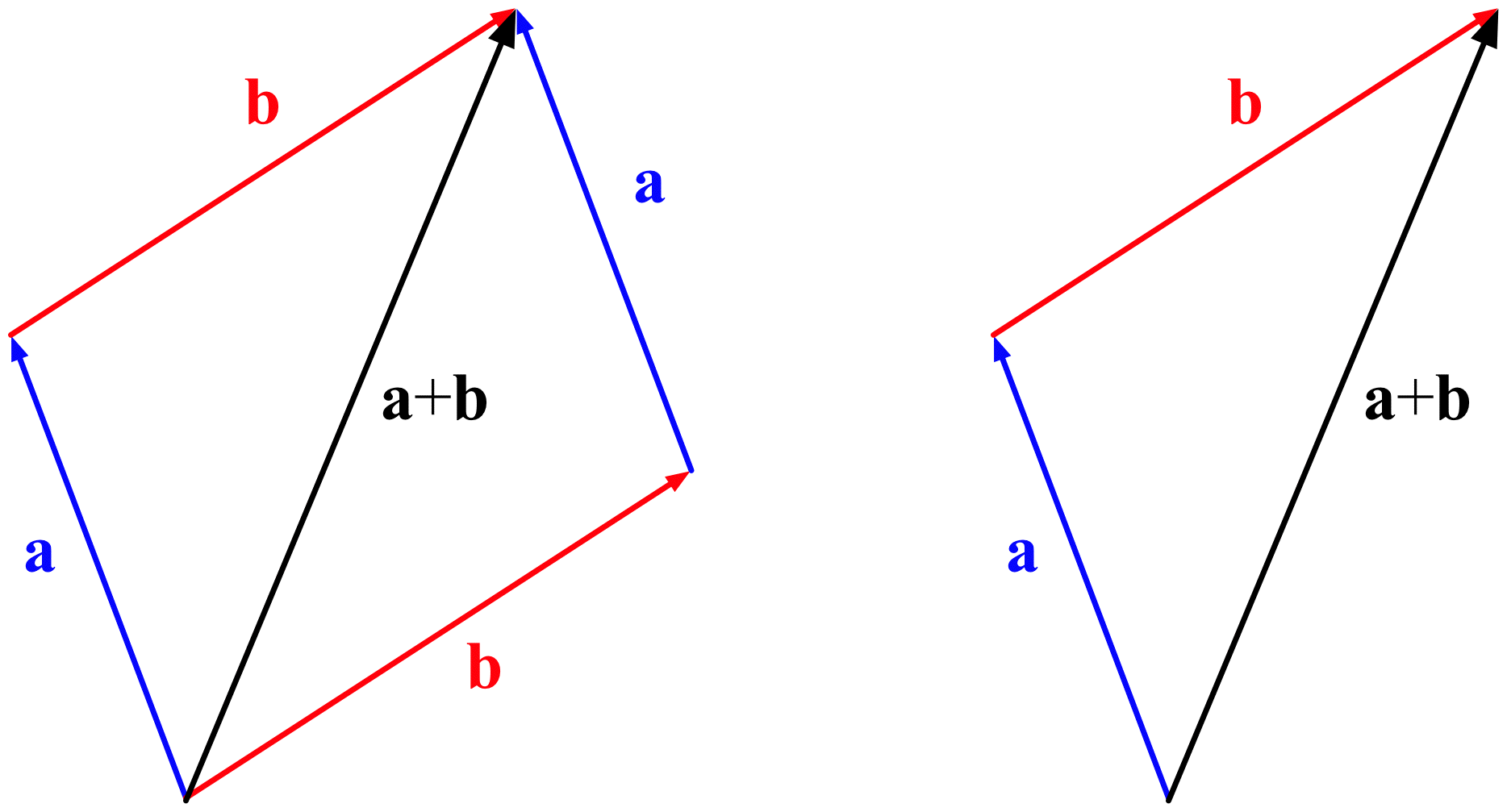
ベクトルの和

二つのベクトル a, b の和 a + b を、それらの始点を合わせたときにできる平行四辺形の（始点を共有する）対角線に対応するベクトルと定める（三つ以上のベクトルの和も、二つの和をとる演算から帰納的に定める）。a, b がどんなものであっても a + b = b + a が成り立っていることに注意されたい。
また逆に、あるベクトルを二つ（以上）の異なるベクトルの和に分解することができる。特にxyz-空間の各軸の方向で長さ 1 の有向線分に対応するベクトル（基本ベクトル、単位ベクトル）を x, y, z の各軸でそれぞれ i, j, k と置くと、任意のベクトル v は
{\displaystyle \mathbf {v} =v_{x}\mathbf {i} +v_{y}\mathbf {j} +v_{z}\mathbf {k} }
の形に表せる。
ここで、ピタゴラスの定理を用いると、ベクトル v の大きさ ||v|| は
{\displaystyle \lVert \mathbf {v} \rVert ={\sqrt {v_{x}^{2}+v_{y}^{2}+v_{z}^{2}}}}
によって求まる。
ベクトルの始点を xyz-座標系の原点に合わせると、任意のベクトルはその終点の座標によって一意的に表すことができる。
{\displaystyle \mathbf {v} :=v_{x}\mathbf {i} +v_{y}\mathbf {j} +v_{z}\mathbf {k} \leftrightarrow (v_{x},v_{y},v_{z})=:P(\mathbf {v} ).}
このとき、空間内の点 Q に対して Q = P(v) となるベクトル v を点 Q の位置ベクトルと呼ぶ。

## 歴史
いわゆる矢印ベクトルは物理学の教育では力学の初歩から導入されるため、ベクトルも古典力学と同時に発生したと思われるかもしれないが、実はもっと後の19世紀になって現れたものである。今でこそベクトルや行列などを使って、物理学や幾何の問題を解くといったことは常識であるが、ベクトルが誕生する以前の数学や物理学では初等幾何学、解析幾何学や四元数などを利用していた。今日我々が知っているベクトルの概念は、およそ200年もの時間を掛けて徐々に形成されてきたものである。そこでは何十人もの人々が重要な役割を果たしてきた。ベクトルの先祖は四元数であり、ハミルトンが1843年に複素数の一般化によって考案したものである。ハミルトンは最初に、二次元における複素数と複素平面のような関係を満たすような数を三次元空間にも見いだそうとしたが失敗し、なぜか三つの数の組では二次元の場合の複素数と複素平面のように三次元空間を記述できないことが判明した。
研究の結果、最終的に四次元の四元数へとたどり着くこととなった。三次元空間を記述するのに、数が三組では記述が不可能でなぜか四組必要だったのである。二次元では、二組の数である複素数を用いることによって、複素平面を二次元ユークリッド平面と同等とみなすとベクトルに似た概念が記述できるというのに、三次元空間を記述するのに四次元の数が必要だったのである。ハミルトンは1846年に四元数の複素数における実部と虚部に相当するものとしてスカラーとベクトルという用語を導入した:
代数的な虚部(ベクトル)は、幾何的には直線または半径ベクトルであり、それらは一般的には、各々の四元数によって決定され、空間における向きと長さが定まり、それを虚部または単に四元数のベクトルと呼ぶ。
ベラヴィティス、コーシー、グラスマン、メビウス、セイントベナント、マシュー・オブライエンといったハミルトン以外の何人かの数学者たちは同時期にベクトルに似た概念を開発した。グラスマンの1840年の論文「減衰と流れの理論」は空間解析の最初の体系であって、今日の体系と類似したものであり、今日の外積、内積、ベクトルの微分に相当する概念が含まれていた。グラスマンの業績は1870年代まで不当に無視され続けていた。
ピーター・テイトはハミルトンの後に四元数の基礎を確立した。テイトの1867年の「四元数の初等的理論」には今日の∇(ナブラ)演算子に相当する概念が含まれていた。
ウィリアム・クリフォードは1878年に力学原論を出版した。ここでクリフォードは完備四元数積から今日の二つのベクトルの外積、内積に相当する概念を抽出した。このアプローチは四次元の実在に疑念を抱いている技術者などの人々にベクトル解析を通じて三次元空間の解析を行う手段を提供したといえる。
アメリカの物理学者ギブスは、現代的なベクトル解析を用いたものに四元数ベースで書かれていたマクスウェルの電磁気学の著書、「Treatise on Electricity and Magnetism」を書き直した。電磁気学の数理はベクトルが登場するまでは四元数が用いられており、ニュートン力学が初等幾何学ベースで後世の科学者らに現代風の解析学を用いる数理に書き換えられたのと同様、マクスウェルのオリジナルのものは四元数ベースであり今日教えられているベクトルベースの電磁気学もまた後世の科学者らによって書き換えられたものである。ギブスは自身のイェール大学での講義を元にベクトル解析の専門書「Elements of Vector Analysis」の最初の分冊を1881年に出版したが、ここでは今日用いられているベクトル解析の基本概念が概ね確立されているといえる。この講義録は英国のヘヴィサイドにも送られ評価された。教え子のエドウィン・ウィルソンが1901年に出版した「Vector Analysis」はギブスの講義を元に書かれており、四元数の名残を完全に抹消し今日のベクトル解析の基礎を確立した最初の著作であるといえる。
これ以降、理工学ではベクトルの概念が盛んに用いられるようになり、四元数は一旦廃れたものの、20世紀後半以降コンピュータの発達により三次元空間のプログラミングに四元数が一部で再び用いられている。
更に20世紀に入ると線型代数学の発達によりベクトルの概念も抽象化し、向きを持った直線の矢印で表せる具体的な幾何ベクトルのみならず線型空間と関連した抽象的存在としても認識されるようになっていく。20世紀後半になると線型代数は教育にも取り入れられるようになり、昔ながらの初等幾何学や解析幾何学よりもベクトルや線型代数を用いて幾何学や物理学の問題が教育されるようになった。日本の大学でも戦後から1970年代ぐらいまでの間に理系の学生の必修科目としての「解析幾何学」や「代数・幾何」が「行列と行列式」、「線型代数」といった科目に取って代わられていった。現代ではこれらは歴史はほとんど教えられずに適度に取捨選択しつつ複合的に教育されているが、歴史的には概ね初等幾何学、解析幾何学、ベクトル解析、線型代数の順番に発達してきたものである。これに伴って解析学や物理数学の教育も変遷し、20世紀前半以前のものは解析幾何学などの幾何色が強いが、20世紀後半のものはベクトルや線型代数を取り入れた抽象的なものが主流となっていった。